# Veresàieve
Veresàieve (en (ucraïnès): Вересаєве) és un poble de la República Autònoma de Crimea a Ucraïna, que el 2014 tenia 1.708 habitants. Pertany al districte rural de Saki.